# Alexander Peter Stewart
Alexander Peter Stewart (ur. 2 października 1821 w Rogersville w stanie Tennessee, zm. 30 sierpnia 1908 w Biloxi, Missisipi) – zawodowy oficer armii Stanów Zjednoczonych, podczas wojny secesyjnej generał Armii Konfederatów, profesor uniwersytecki. Walczył w wielu ważniejszych bitwach kampanii na Missisipi. W 1865 roku przez krótki okres głównodowodzący Armii Tennessee.

## Początek kariery wojskowej
W 1842 roku Alexander P. Stewart ukończył studia w Akademii Wojskowej West Point, osiągając dwunasty wynik na pięćdziesięciu sześciu kadetów. Ukończył tę samą klasę, co późniejszy generał Unii William Tecumseh Sherman. Został mianowany podporucznikiem III Regimentu Artylerii. Z armii odszedł 31 maja 1845, by objąć posadę wykładowcy matematyki i filozofii eksperymentalnej na Uniwersytecie Cumberland w Lebanon w stanie Tennessee, a następnie na Uniwersytecie w Nashville.

## Służba w trakcie wojny secesyjnej
17 maja 1861 roku, na początku wojny secesyjnej, mimo podzielania silnie antysecesyjnych poglądów Partii Wigów, Stewart przyjął patent oficerski majora artylerii milicji Tennessee. 15 sierpnia wstąpił do Armii Konfederacji w stopniu majora artylerii.
8 listopada Alexander P. Stewart został mianowany generałem brygady. Przydzielono mu dowodzenie II brygadą, II dywizją, Dystryktu Columbus, z Departamentu Konfederacji nr 2 (poprzednik Departamentu Tennessee). Stewart zajmował to stanowisko od 16 listopada do grudnia, gdy jego brygada została przeniesiona do Departamentu Pierwszego Dywizji do lutego 1862. Następnie jego brygada została na krótko dołączona do dywizji Johna P. McCowna w Departamencie do 1 kwietnia 1862, gdy dołączyła do Armii Missisipi. Brygada Stewarta została włączona do I Korpusu Armii Mississippi, pozostającego pod dowództwem generała dywizji Leonidasa Polka.
Pod koniec 1862 roku Armia Missisipi została przemianowana na Armię Tennessee, a Stewart i jego brygada nadal służyli w I Korpusie tej armii. 2 czerwca 1863 roku został awansowany na dowódcę dywizji i do stopnia generała dywizji (Major General). Latem tego samego roku uczestniczył w kampanii tulluhomskiej. We wrześniu brał udział w walkach w bitwie pod Chickamaugą, gdzie 19 września został ranny w walce.
W 1864 roku Stewart walczył podczas kampanii atlanckiej i po śmierci Leonidasa Polka w bitwie pod Mariettą w czerwcu zastąpił go na stanowisku dowódcy III Korpusu Armii. 23 czerwca 1864 po bitwie pod New Hope Church został mianowany tymczasowym generałem broni (Lieutenant General). 20 lipca wziął udział w bitwie pod Peachtree Creek, a następnie poprowadził III Korpus w bitwie pod Ezrą, gdzie 28 lipca został ranny w czoło.
Jesienią 1864 roku Alexander P. Stewart poprowadził III Korpus podczas kampanii Franklin-Nashville, uczestnicząc w listopadzie w bitwie pod Franklin, a w grudniu w bitwie pod Nashville. Korpus Stewarta poniósł ciężkie straty w pierwszym dniu bitwy pod Nashville, a drugiego dnia został rozbity na lewej flance. Pozostałości Armii Tennessee skierowano na wschód, gdzie w 1865 roku walczyły w kampanii na terenie stanów Karolina Północna i Południowa, po raz kolejny pod dowództwem gen. Josepha E. Johnstona, który oddał Armię Tennessee (do tego czasu liczącą mniej niż 5000 ludzi) pod dowództwo Alexandra P. Stewarta.
Armia została poddana 26 kwietnia 1865, a 1 maja w Greensboro w Karolinie Północnej A.P. Stewart warunkowo został zwolniony do domu.

## Okres powojenny
Po wojnie Alexander P. Stewart przeniósł się do Missouri w 1869 roku, gdzie został agentem ubezpieczeniowym. Pięć lat później przeniósł się do Missisipi, do 1886 roku pełniąc funkcję kanclerza University of Mississippi. Od 1890 do 1908 był komisarzem Narodowego Parku Militarnego Chickamauga i Chattanooga. 30 marca 1893 roku uległ wypadkowi, gdy został potrącony przez pociąg. W roku 1906 powrócił do Missouri.
Przez kilka lat był głęboko zainteresowany wierzeniami Badaczy Pisma Świętego. W roku 1905 przyjął chrzest, a przemówienie do chrztu wygłosił Charles T. Russell. Zmarł 30 sierpnia 1908 w Biloxi, w Missisipi. Mowę pogrzebową wygłosił C.T. Russell. Został pochowany na cmentarzu Bellefontaine w Saint Louis.